# العلاقات الألبانية البلغارية
العلاقات الألبانية البلغارية هي العلاقات الثنائية التي تجمع بين ألبانيا وبلغاريا.

## مقارنة بين البلدين
هذه مقارنة عامة ومرجعية للدولتين:
| وجه المقارنة                                              | ألبانيا                                                    | بلغاريا                                                                             |
| --------------------------------------------------------- | ---------------------------------------------------------- | ----------------------------------------------------------------------------------- |
| المساحة (كم2)                                             | 28.75 ألف                                                  | 110.99 ألف                                                                          |
| عدد السكان (نسمة)                                         | 3.02 مليون                                                 | 7.08 مليون                                                                          |
| الكثافة السكانية (ن./كم²)                                 | 105.04                                                     | 63.79                                                                               |
| العاصمة                                                   | تيرانا                                                     | صوفيا                                                                               |
| اللغة الرسمية                                             | اللغة الألبانية                                            | اللغة البلغارية                                                                     |
| العملة                                                    | ليك ألباني                                                 | ليف بلغاري                                                                          |
| الناتج المحلي الإجمالي (بليون دولار)                      | 13.04 مليار                                                | 56.83 مليار                                                                         |
| الناتج المحلي الإجمالي (تعادل القوة الشرائية) بليون دولار | 33.17 مليار                                                | 130.99 مليار                                                                        |
| الناتج المحلي الإجمالي الاسمي للفرد دولار أمريكي          | 3.94 ألف                                                   | 8.03 ألف                                                                            |
| الناتج المحلي الإجمالي للفرد دولار أمريكي                 | 11.11 ألف                                                  | 17.21 ألف                                                                           |
| مؤشر التنمية البشرية                                      | 0.764                                                      | 0.782                                                                               |
| رمز المكالمات الدولي                                      | +355                                                       | +359                                                                                |
| رمز الإنترنت                                              | .al                                                        | .bg، .бг ‏                                                                           |
| المنطقة الزمنية                                           | توقيت وسط أوروبا، ت ع م+01:00، ت ع م+02:00، أوروبا/تيرانا ‏ | ت ع م+02:00، ت ع م+03:00، أوروبا/صوفيا ‏، توقيت شرق أوروبا، توقيت شرق أوروبا الصيفي ‏ |

## مدن متوأمة
في ما يلي قائمة باتفاقيات التوأمة بين مدن ألبانية وبلغارية:
- ترتبط سارنده مع فارنا باتفاقية توأمة منذ 11 يوليو 1994.[17]
- ترتبط Shëngjin [الإنجليزية]‏ مع فارنا باتفاقية توأمة.
- ترتبط بيرات مع لوفتش باتفاقية توأمة منذ 8 يوليو 2008.[18][19]
- ترتبط تيرانا مع صوفيا باتفاقية توأمة.

## منظمات دولية مشتركة
يشترك البلدان في عضوية مجموعة من المنظمات الدولية، منها:
| علم المنظمة | اسم المنظمة                               | تاريخ انضمام ألبانيا | تاريخ انضمام بلغاريا |
| ----------- | ----------------------------------------- | -------------------- | -------------------- |
|             | منظمة التجارة العالمية                    | ?                    | 1 ديسمبر 1996        |
|             | الأمم المتحدة                             | 14 ديسمبر 1955       | 14 ديسمبر 1955       |
|             | حلف شمال الأطلسي                          | 1 أبريل 2009         | 29 مارس 2004         |
|             | الاتحاد الدولي للاتصالات                  | 2 يونيو 1922         | 18 سبتمبر 1880       |
|             | حلف وارسو                                 | 4 يونيو 1955         | 14 مايو 1955         |
|             | مجلس أوروبا                               | ?                    | 7 مايو 1992          |
|             | منظمة التعاون الاقتصادي للبحر الأسود      | ?                    | ?                    |
|             | مجلس التعاون الاقتصادي                    | 23 فبراير 1949       | 25 يناير 1949        |
|             | يونسكو                                    | 16 أكتوبر 1958       | 17 مايو 1956         |
|             | المنظمة الأوروبية لسلامة الملاحة الجوية   | 2002                 | 1997                 |
|             | الاتحاد البريدي العالمي                   | ?                    | ?                    |
|             | منظمة حظر الأسلحة الكيميائية              | ?                    | ?                    |
|             | وكالة ضمان الاستثمار متعدد الأطراف        | 15 أكتوبر 1991       | 23 سبتمبر 1992       |
|             | منظمة الشرطة الجنائية الدولية             | ?                    | ?                    |
|             | مؤسسة التمويل الدولية                     | 15 أكتوبر 1991       | 22 يوليو 1991        |
|             | البنك الدولي للإنشاء والتعمير             | 15 أكتوبر 1991       | 25 سبتمبر 1990       |
|             | منظمة الأمن والتعاون في أوروبا            | 19 يونيو 1991        | 25 يونيو 1973        |
|             | المركز الدولي لتسوية المنازعات الاستشارية | 14 نوفمبر 1991       | 13 مايو 2001         |

## وصلات خارجية
- موقع وزارة الخارجية الألبانية
- موقع وزارة الخارجية البلغارية